# قائمة رؤساء موزمبيق
رئيس جمهورية موزمبيق هو رأس الدولة وصاحب أعلى منصب في موزمبيق منذ الاستقلال عن البرتغال في 25 يونيو 1975.

## رؤساء موزمبيق (1975 – الآن)
| #                                     | الرئيس                                                | الصورة                                | تولى المنصب                           | غادر المنصب                           | مدة الحكم                             | الحزب                                 | الانتخابات                            |
| جمهورية موزمبيق الشعبية (1975 – 1990) | جمهورية موزمبيق الشعبية (1975 – 1990)                 | جمهورية موزمبيق الشعبية (1975 – 1990) | جمهورية موزمبيق الشعبية (1975 – 1990) | جمهورية موزمبيق الشعبية (1975 – 1990) | جمهورية موزمبيق الشعبية (1975 – 1990) | جمهورية موزمبيق الشعبية (1975 – 1990) | جمهورية موزمبيق الشعبية (1975 – 1990) |
| ------------------------------------- | ----------------------------------------------------- | ------------------------------------- | ------------------------------------- | ------------------------------------- | ------------------------------------- | ------------------------------------- | ------------------------------------- |
| 1                                     | سامورا ماشيل                                          |                                       | 25 يونيو 1975                         | 19 أكتوبر 1986                        | 11 سنةً و3 أشهرٍ و24 يومًا               | جبهة تحرير موزمبيق                    | 1977 ‏                                 |
| –                                     | المكتب السياسي للجنة المركزية لحزب جبهة تحرير موزمبيق |                                       | 19 أكتوبر 1986                        | 6 نوفمبر 1986                         | 18 يومًا                               | جبهة تحرير موزمبيق                    | —                                     |
| 2                                     | جواكيم شيسانو                                         |                                       | 6 نوفمبر 1986                         | 1 ديسمبر 1990                         | 4 سنواتٍ و25 يومًا                      | جبهة تحرير موزمبيق                    | 1986 ‏                                 |
| جمهورية موزمبيق (1990 – حتى الآن)     |                                                       |                                       |                                       |                                       |                                       |                                       |                                       |
| 2                                     | جواكيم شيسانو                                         |                                       | 1 ديسمبر 1990                         | 2 فبراير 2005                         | 14 سنةً وشهران ويومًا واحدًا             | جبهة تحرير موزمبيق                    | 1994 ‏ 1999 ‏                           |
| 3                                     | أرماندو غيبوزا                                        |                                       | 2 فبراير 2005                         | 15 يناير 2015                         | 9 سنواتٍ و11 شهرًا و13 يومًا             | جبهة تحرير موزمبيق                    | 2004 2009 ‏                            |
| 4                                     | فيليب نيوسي                                           |                                       | 15 يناير 2015                         | 15 يناير 2025                         | 10 سنواتٍ                              | جبهة تحرير موزمبيق                    | 2014 ‏ 2019 ‏                           |
| 5                                     | دانييل تشابو                                          |                                       | 15 يناير 2025                         | حتى الآن                              | 7 أشهرٍ و4 أيامٍ                        | جبهة تحرير موزمبيق                    | 2024 ‏                                 |